# Steven Gätjen

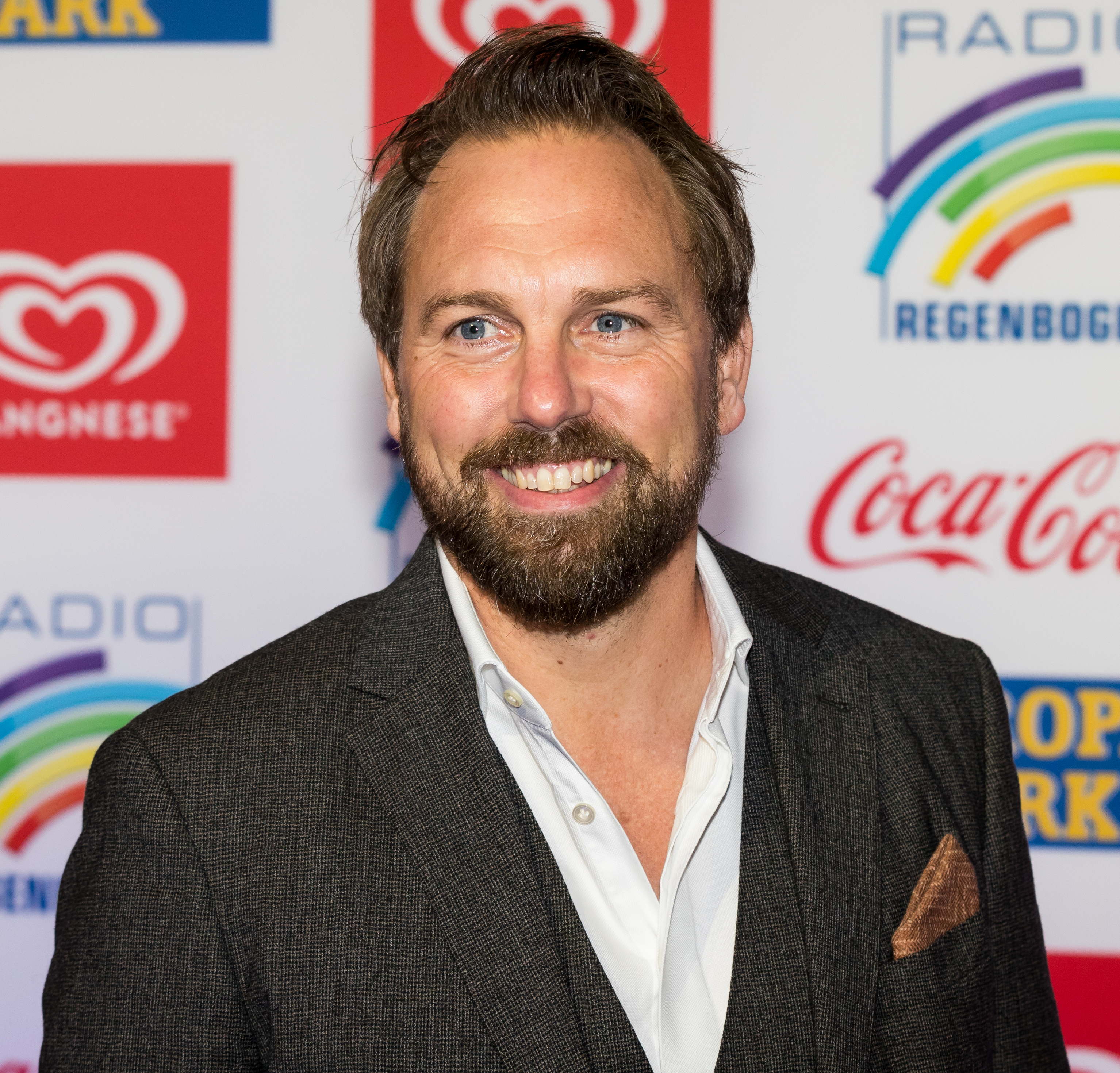
Steven Gätjen (2018)

Steven Michael Gätjen (* 25. September 1972 in Phoenix, Arizona) ist ein deutsch-US-amerikanischer Fernsehmoderator, Reporter, Schauspieler und Filmkritiker.

## Privatleben und Ausbildung
Steven Gätjen wurde 1972 in Phoenix im US-Bundesstaat Arizona geboren, wo sein deutscher Vater als Arzt arbeitete. Als er drei Jahre alt war, zog er mit seiner Familie nach Deutschland, da sein Vater eine Stelle in der Altonaer Klinik annahm. Seine Mutter ist Kolumnistin des Hamburger Abendblatts. Neben dem Schauspieler Andy Gätjen hat er noch einen weiteren jüngeren Bruder.
1992 machte Gätjen in Hamburg das Abitur, leistete dann ein Jahr lang Zivildienst und  volontierte bei OK Radio. Außerdem besuchte er die University of California in Los Angeles und die Hollywood Filmschool in San Francisco.
Gätjen lebt mit seiner Frau in Hamburg-Ottensen und hat einen Zweitwohnsitz in New York City.

## Karriere
Seit 1999 ist Gätjen Moderator verschiedener Fernsehsendungen, zunächst überwiegend bei ProSieben. Von 2000 bis 2002, von 2007 bis 2015 und erneut seit 2017 moderiert er dort die deutsche Ausstrahlung der Oscarverleihung. Beim TV total Turmspringen belegte er 2010 mit Daniel Wiemer im Synchronspringen den sechsten Platz. Seit 2011 moderierte er – nachdem Matthias Opdenhövel den Sender verlassen hatte – alle TV-total-Events; die TV total Stock Car Crash Challenge, das TV total Turmspringen, die Wok-WM sowie die Autoball-Meisterschaften. Im Juni 2011 übernahm er die Moderation von Schlag den Raab.
2016 wechselte er zum ZDF. Bereits 2015 hatte er das Projekt FredCarpet mit der MBTV-Produktions GmbH ins Leben gerufen. Dort gibt er Filmtipps und stellt ungekürzte Interviews aus den Beiträgen von Steven liebt Kino vor. Seit November 2015 werden einige der Videos von der dazugehörigen Website auch vom Internetsender Rocket Beans TV ausgestrahlt. Im März 2017 präsentierte er erstmals die Verleihung der Goldenen Kamera. Im April und Mai 2017 war er Moderator der täglich ausgestrahlten Quiz-Sendung Clever abgestaubt auf ZDFneo. In dem Film Mission: Impossible – Fallout (2018) hatte er als Apostle-Agent einen Cameo-Auftritt. Seit 2019 moderiert er auf ProSieben die Show Joko & Klaas gegen ProSieben. 2020 und 2021 moderierte er zusammen mit Conchita Wurst den von Stefan Raab ins Leben gerufenen Free European Song Contest. Seit Mai 2020 ist er festes Mitglied des Kinoformates Kino+ bei Rocket Beans TV, nachdem er bereits mehrfach als Gast dabei war. Im Januar 2022 sprang er bei Schlag den Star als Ersatzkandidat für den an COVID-19 erkrankten Schauspielkollegen Frederick Lau ein, musste sich aber Konkurrent Max Kruse knapp geschlagen geben.
Gätjen ist im New Yorker Stadtbezirk Brooklyn an der Cateringfirma Monterone beteiligt.

## Film und Fernsehen

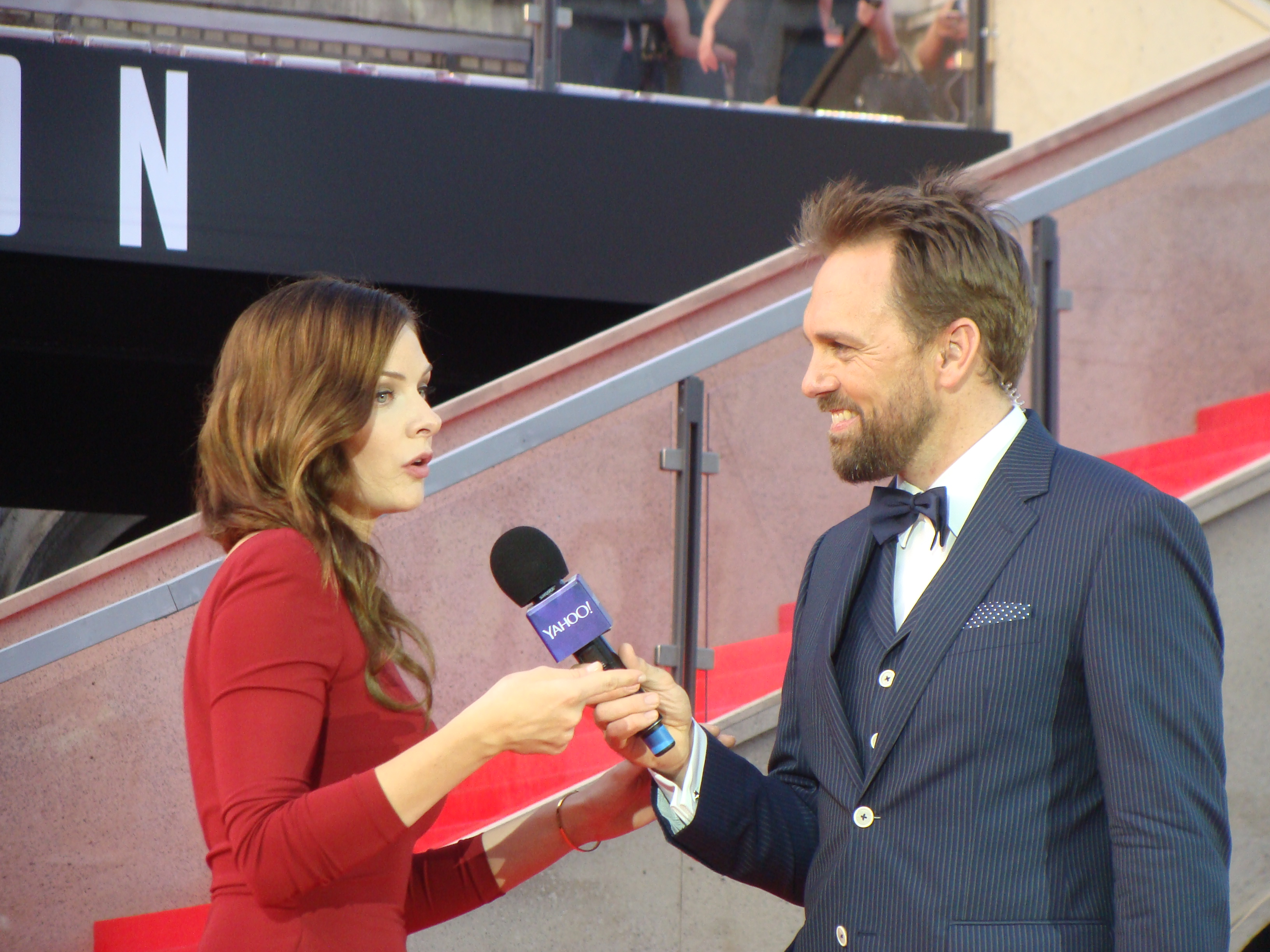
Steven Gätjen interviewt Rebecca Ferguson, 2015

### Fernsehproduktionen
Moderation

#### Fortlaufend
- seit 2017: Oscar Red Carpet Show, ProSieben
- seit 2019: Joko & Klaas gegen ProSieben, ProSieben
- seit 2020: Kino+, Rocket Beans TV
- seit 2020: Free European Song Contest, ProSieben – zusammen mit Conchita Wurst
- seit 2021: Wer ist das Phantom?, ProSieben
- seit 2022: Teammates, Joyn
- seit 2020: Kino oder Couch – seit 2023 zusammen mit Anja Noltenius und Tim Affeld
- seit 2024: Wer isses?
- 2011–2015, seit 2024: TV total Turmspringen, ProSieben

#### Ehemals/Einmalig
- 1996–1999: MTV News Highlights (und Produzent), MTV Germany
- 1996–1999: MTV Europe News (und Produzent), MTV Germany
- 1999–2001: taff, ProSieben
- 1999: taff. Extra, ProSieben
- 2000–2002: Fort Boyard – Stars auf Schatzsuche, ProSieben – zusammen mit Alexander Mazza
- 2000–2002, 2007–2015: Oscar Red Carpet Show, ProSieben
- 2001: Champions Day – Die Show der Besten, Sat.1
- 2001: Der Maulwurf – Die Abenteuershow, ProSieben
- 2001: Speed – Time is Money, ProSieben
- 2002–2003: News Live (und Redakteur), E!
- 2004–2009: Disney Filmparade, ProSieben
- 2004–2009: Soundcheck, Hit24
- 2005–2006: Top 10 TV, kabel eins
- 2005–2006: Werbung! Das Beste aus aller Welt, kabel eins
- 2006–2007: Fußball-Bundesliga, arena
- 2007: Gülcans Traumhochzeit, ProSieben
- 2008–2011: Blockbuster TV – Das Kinomagazin, ProSieben
- 2009: Sommermädchen, ProSieben – zusammen mit Charlotte Engelhardt
- 2011–2014: Die Show zum Tag des Glücks, u. a. Das Vierte
- 2011–2015: Steven liebt Kino!, Tele 5/ProSieben
- 2011–2013: Schlag den Star, ProSieben
- 2011–2015: Schlag den Raab, ProSieben
- 2011–2015: TV total Stock Car Crash Challenge, ProSieben
- 2012: Unser Star für Baku, Das Erste/ProSieben – zusammen mit Sandra Rieß
- 2012: Autoball Europameisterschaft 2012, ProSieben
- 2012–2015: Die TV total Wok-WM, ProSieben
- 2013: Fashion Hero, ProSieben
- 2013: TV total Bundestagswahl 2013, ProSieben
- 2014: Autoball Weltmeisterschaft 2014, ProSieben
- 2014: Bayerischer Fernsehpreis, ProSieben
- 2014–2015: Die SKL Millionen-Show, u. a. Sat.1
- 2014–2017: Disney Magic Moments, Disney Channel
- 2015: Deutscher Eisfußball-Pokal 2015, ProSieben
- 2016–2018: Die versteckte Kamera – Prominent reingelegt!, ZDF
- 2016: I can do that!, ZDF
- 2016: 4 geben alles!, ZDF
- 2016: Deutschlands Superhirn, ZDF – zusammen mit Christiane Stenger
- 2016: Hollywood in Vienna, ORF III
- 2016–2019: Gätjens großes Kino, ZDF
- 2017–2018: About You Awards, ProSieben – zusammen mit Lena Gercke
- 2017: Bares für Rares, ZDF – zusammen mit Horst Lichter
- 2017: Clever abgestaubt, ZDF
- 2017: Wir lieben Fernsehen!, ZDF – zusammen mit Johannes B. Kerner
- 2017: 1, 2 oder 3 – Die große Jubiläumsshow, ZDF – zusammen mit Elton
- 2017: Bayerischer Fernsehpreis, ZDF
- 2017–2019: Die Goldene Kamera, ZDF
- 2018–2020: Mit 80 Jahren um die Welt, ZDF
- 2018: About You Awards, ProSieben – zusammen mit Lena Gercke
- 2019: Disney Magic Moments – Die große Quizshow, Disney Channel
- 2019: Sorry für alles, ZDF
- 2019: Die Liveshow bei dir zuhause, ProSieben – zusammen mit Matthias Opdenhövel
- 2020: Das große ProSieben Wohnzimmer-Festival, ProSieben – zusammen mit Joko Winterscheidt
- 2020: 5 Gold Rings, Sat.1
- 2020–2023: Filmgorillas, ZDF – zusammen mit Silke Schröckert, Daniel Schröckert und Anne Wernicke
- 2020: Die! Herz! Schlag! Show!, ProSieben
- 2021: Deutscher Comedypreis, Sat.1 – zusammen mit Katrin Bauerfeind
- 2021: The Masked Singer – Die rätselhafte Weihnachtsshow, ProSieben
- 2023: Invictus Games 2023, Phoenix – zusammen mit Hadnet Tesfai
- 2024: NDR Talkshow – NDR

Sprecher
- 2009–2010: MTV Europe Music Awards (Off-Sprecher)
- 2011: Eurovision Song Contest 2011 – 1. Halbfinale (Off-Sprecher)

### Darsteller
- 2000: Klinikum Berlin Mitte – Leben in Bereitschaft (Fernsehserie, Folge 1x10)
- 2000: Achterbahn (Fernsehserie, Folge 9x01)
- 2001: Relic Hunter – Die Schatzjägerin (The Relic Hunter, Fernsehserie, Folge 2x11)
- 2006: Unser Reigen
- 2011: Real Steel
- 2013: Bully macht Buddy (als er selbst, Folge 5–6)
- 2014: Alles ist Liebe
- 2016: Unsere Zeit ist jetzt
- 2018: Pastewka (als er selbst, Fernsehserie, Folge 8x07)
- 2019: Auf das, was da noch kommt (Musikvideo)
- 2022: Schlag den Star (als Kandidat)

### Synchronsprecher
- 2016: Zoomania … als Nachrichtensprecher
- 2017: Ferdinand – Geht STIERisch ab! … als Tierfänger
- 2019: Spione Undercover

### Radio
Bei OK Radio war Gätjen als Redakteur von 1994 bis 1996 für die Sendungen Die Morning Show, Nachtflug und Kino tätig. Die Morning Show moderierte er täglich, Nachtflug und Kino wöchentlich.

## Auszeichnungen
- 2000: Bambi: Nominierung in der Kategorie Moderation
- 2001: Bambi: Nominierung in der Kategorie Bestes Boulevardmagazin
- 2007: Herbert-Award: Nominierung als Bester TV-Sportmoderator
- 2007: Herbert-Award: Nominierung als Newcomer des Jahres
- 2016: Deutscher Fernsehpreis: Nominiert für Beste Moderation Unterhaltung für die Moderation von Schlag den Raab
- 2020: Quotenmeter-Fernsehpreis: Auszeichnung in der Kategorie Bester Moderator